# Bitwa pod Lidą (IX 1920)

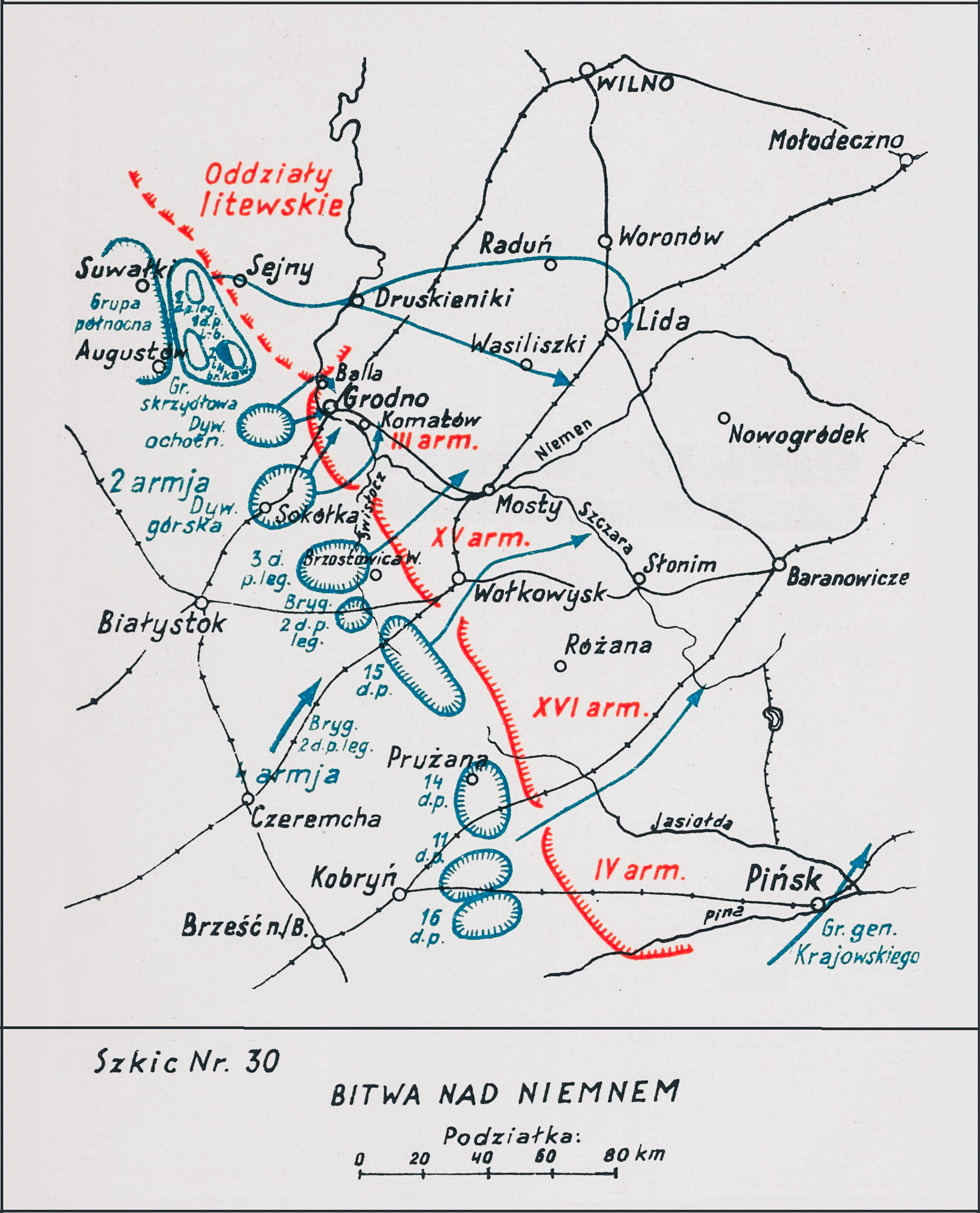
Adam Przybylski
Wojna Polska 1918–1921

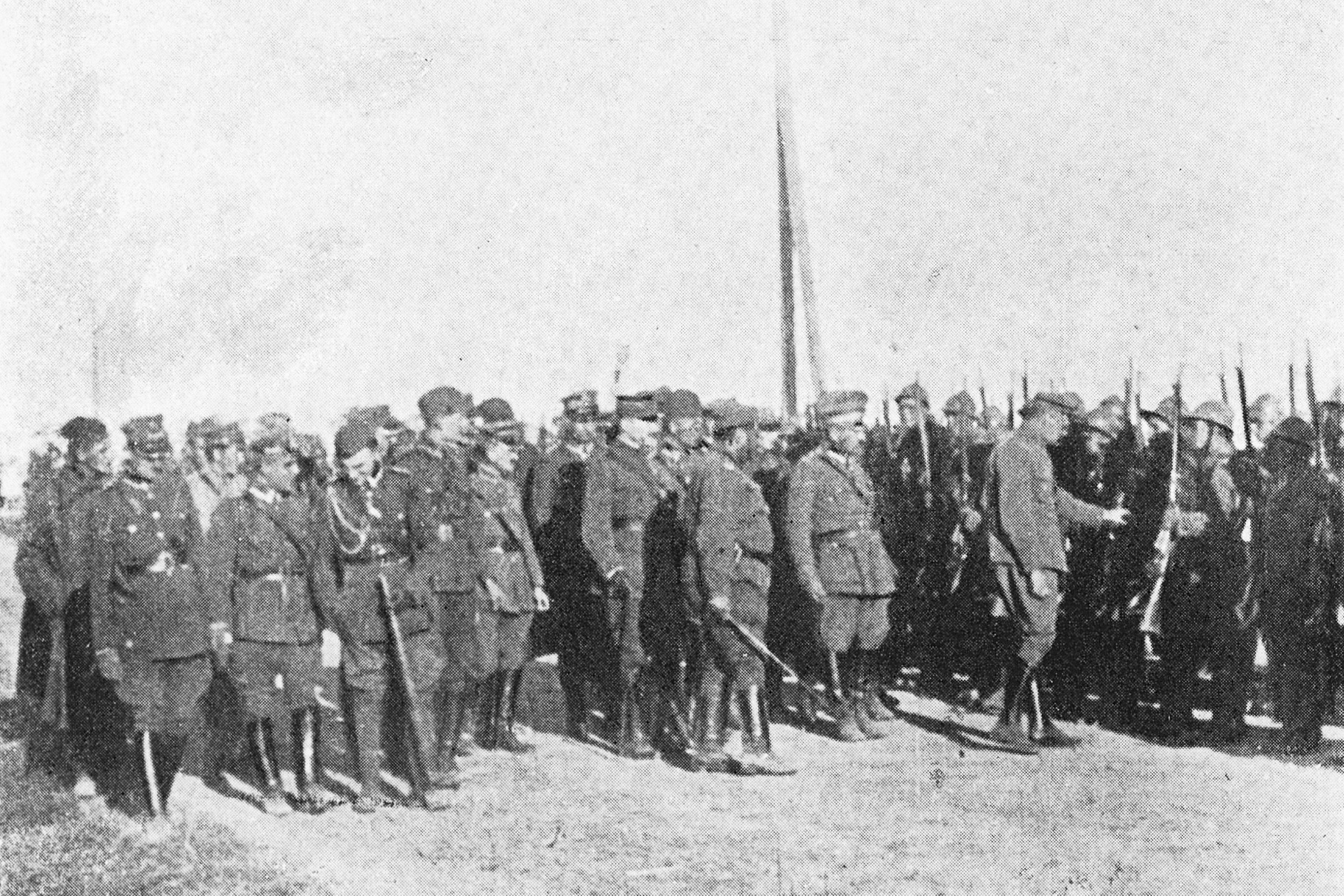
Marszałek Józef Piłsudski dokonujący przeglądu wojsk na polach pod Lidą 29 września 1920

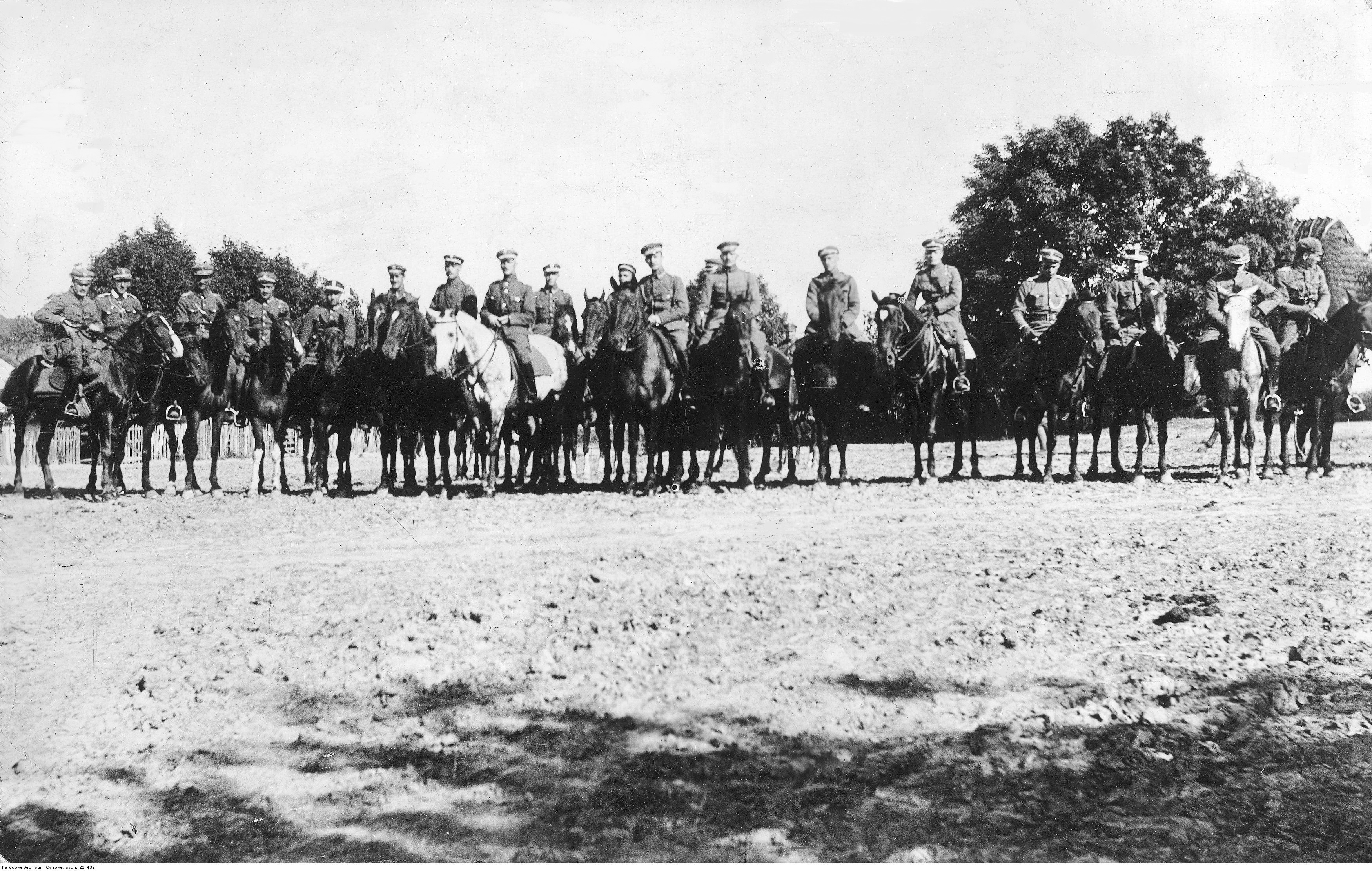
Kawaleria z czasów wojny polsko-bolszewickiej

Bitwa pod Lidą – część operacji niemeńskiej; bitwa 1 Dywizji Piechoty Legionów gen. Stefana Dąb-Biernackiego i 4 Brygady Jazdy płk. Adama Nieniewskiego z sowiecką 3 Armią Władimira Łazariewicza w czasie ofensywy jesiennej wojsk polskich w okresie wojny polsko-bolszewickiej.

## Sytuacja ogólna
Realizując w drugiej połowie sierpnia 1920 operację warszawską, wojska polskie powstrzymały armie Frontu Zachodniego Michaiła Tuchaczewskiego. 1 Armia gen. Franciszka Latinika zatrzymała sowieckie natarcie na przedmościu warszawskim, 5 Armia gen. Władysława Sikorskiego podjęła działania ofensywne nad Wkrą, a ostateczny cios sowieckim armiom zadał marszałek Józef Piłsudski, wyprowadzając uderzenie znad Wieprza. Zmieniło to radykalnie losy wojny. Od tego momentu Wojsko Polskie było w permanentnej ofensywie.
Po wielkiej bitwie nad Wisłą północny odcinek frontu polsko-sowieckiego zatrzymał się na zachód od linii Niemen – Szczara. Na froncie panował względny spokój, a obie strony reorganizowały swoje oddziały. Wojska Frontu Zachodniego odtworzyły ciągłą linię frontu już 27 sierpnia. Obsadziły one rubież Dąbrówka – Odelsk – Krynki – Grodno – Grodek – Kamieniec Litewski. Stąd Tuchaczewski zamierzał przeprowadzić koncentryczne natarcie na Białystok i Brześć, by dalej ruszyć na Lublin. Uderzenie pomocnicze na południu miała wykonać między innymi 1 Armia Konna Siemiona Budionnego.
Reorganizując siły, Naczelne Dowództwo Wojska Polskiego zlikwidowało dowództwa frontów i rozformowało 1. i 5. Armię. Na froncie przeciwsowieckim rozwinięte zostały 2., 3., 4. i 6. Armia.
10 września, na odprawie w Brześciu ścisłych dowództw 2 i 4 Armii, Józef Piłsudski nakreślił zarys planu nowej bitwy z wojskami Frontu Zachodniego. Rozpoczęły się prace sztabowe nad planem bitwy niemeńskiej. Pomyślana ona była jako pewna kontynuacja operacji warszawskiej, przy założeniu, że jej celem będzie ostateczne rozgromienie wojsk rosyjskiego Frontu Zachodniego.
Myślą przewodnią było związanie głównych sił przeciwnika w centrum poprzez natarcie w kierunku na Grodno i Wołkowysk. Jednocześnie północna grupa uderzeniowa, skoncentrowana na lewym skrzydle 2 Armii, miała szybkim marszem przeciąć skrawek terytorium litewskiego i wyjść na głębokie tyły oddziałów Armii Czerwonej, zaangażowanych w bój o Grodno i Wołkowysk.

## Walki pod Lidą
W toku przygotowań do bitwy nad Niemnem Naczelny Wódz marsz. Józef Piłsudski nakazał wydzielić z 2 Armii gen. Edwarda Rydza-Śmigłego północną grupę uderzeniową. W jej skład weszły: 1 Dywizja Piechoty Legionów gen. Dęba-Biernackiego, 1 Dywizja Litewsko-Białoruska gen. Jana Rządkowskiego, 2 Brygada Jazdy gen. Zdzisława Kosteckiego i 4 Brygada Jazdy płk. Adama Nieniewskiego. W sumie Grupa liczyła około 15 500 żołnierzy i 90 dział. Po uchwyceniu przepraw na Niemnie w Druskienikach i ześrodkowaniu wojsk w rejonie Bastuny – Marcińkańce, w razie pomyślnego przebiegu natarcia wojsk gen. Rydza-Śmigłego na Grodno, miała ona maszerować na Lidę, z zadaniem odcięcia odwrotu 3 Armii Władimira Łazariewicza.
Po południu 25 września Naczelny Wódz osobiście wydał rozkaz marszu na Lidę. Na skutek kłopotów z łącznością, rozkaz dotarł do sztabów wielkich jednostek dopiero rano 27 września. Mimo braku formalnego wyznaczenia dowódcy grupy uderzeniowej, dowódcy 1 DPLeg. i 4 DJ uzgodnili, że 1 Dywizja Piechoty Legionów uderzy na miasto siłami I Brygady Piechoty Legionów płk. Edmunda Knolla-Kownackiego przez okolicę szlachecką Soroki (gmina Żyrmuny) – Obmanicze – Zarzecze (dzielnica Lidy na wschodnim brzegu Lidziejki), a III Brygada Piechoty Legionów płk. Bolesława Popowicza przez Wielkie Sioło (gmina Żyrmuny).
4 Brygada Jazdy miała obejść Lidę od wschodu i osłoniwszy się dywizjonem 7 pułku ułanów oraz kombinowanym pułkiem jazdy od strony Wilna, nacierać siłami głównymi przez Dubrownę na Nowoprudce, położone 2 km na południowy wschód od Lidy.
Od tego momentu nastąpił wyścig z czasem. Powodzenie akcji zależało od tego, czy dywizje polskie staną pod Lidą, zanim dotrą tam główne siły sowieckiej 3 Armii.
Awangardy 1 Dywizji Piechoty Legionów dotarły pod Lidę rano 28 września. 6 pułk piechoty Legionów uderzył z marszu na miasto i opanował je. Sztab 3 Armii, z komarmem Władimirem Łazariewiczem na czele, w ostatniej chwili ewakuował się na wschód.
Polacy zaczęli organizować obronę Lidy.
II batalion kpt. Franciszka Sękara dotarł do południowych rogatek miasta i zorganizował obronę od szosy do koszar, a III batalion mjr. Stanisława Świtalskiego miał ubezpieczać miasto od północnego zachodu. I batalion mjr. Mariana Raczyńskiego wysłał patrole do miasta i skoncentrował się na rynku, stanowiąc odwód pułku.
W tym czasie pod miasto podeszły cofające się spod Grodna siły główne 3 Armii. Jej jednostki, wykrwawione w bitwie pod Krwawym Borem i pozbawione wspólnego dowództwa, wchodziły do walki kolejno i bez współdziałania z pozostałymi oddziałami Armii.
Pierwsza rozpoczęła natarcie sowiecka 5 Dywizja Strzelców. Uderzyła na przygotowywane dopiero do obrony pozycje Il/6 pp Leg. i II/1 pp Leg. Nieprzygotowani legioniści utracili koszary i stację kolejową, a sowieccy strzelcy wdarli się do centrum miasta. Około 12.30 do kontrataku wyszły I i III batalion 6 pułku piechoty Legionów i zmusiły nieprzyjaciela do szybkiego odwrotu. Pobita 5 Dywizja Strzelców zmieniła kierunek odwrotu i pod osłoną szpicy bocznej zaczęła omijać miasto od południa.
Pod cegielnią Mielki zorganizowały zasadzkę I i III batalion 1 pułku piechoty Legionów. Wpadła w nią 168 Brygada Strzelców i została rozbita.
W tym czasie polska 4 Brygada Jazdy, wykonując obejście od wschodu, rozbiła pod Dubrowną cofające się pododdziały 6 Dywizji Strzelców.
Po południu obrona Lidy wzmocniona została II i III batalionem 5 pułku piechoty Legionów, oraz I/1 pp Leg. Siły te bez trudu odparły natarcie 166. i 167 Brygady Strzelców. Pod osłoną zapadającego zmroku, zdemoralizowane oddziały 56 Dywizji Strzelców rozpoczęły odwrót na południowy wschód. Wraz z nimi ruszyła pozostała część oddziałów 6 Dywizji Strzelców.
Późnym wieczorem do Lidy zbliżyła się sowiecka 21 Dywizja Strzelców i około 22.00 uderzyła na stanowiska pododdziałów 1 i 6 pułku piechoty Legionów. Sowieci opanowali koszary, ale polski kontratak odrzucił ich poza miasto.
21 Dywizja Strzelców cofnęła się do lasów na zachód od Lidy, a zdemoralizowani wysokimi stratami, wyczerpującymi marszami i brakiem amunicji czerwonoarmiści aresztowali swoich komisarzy, wydali ich Polakom i rano 29 września złożyli broń.

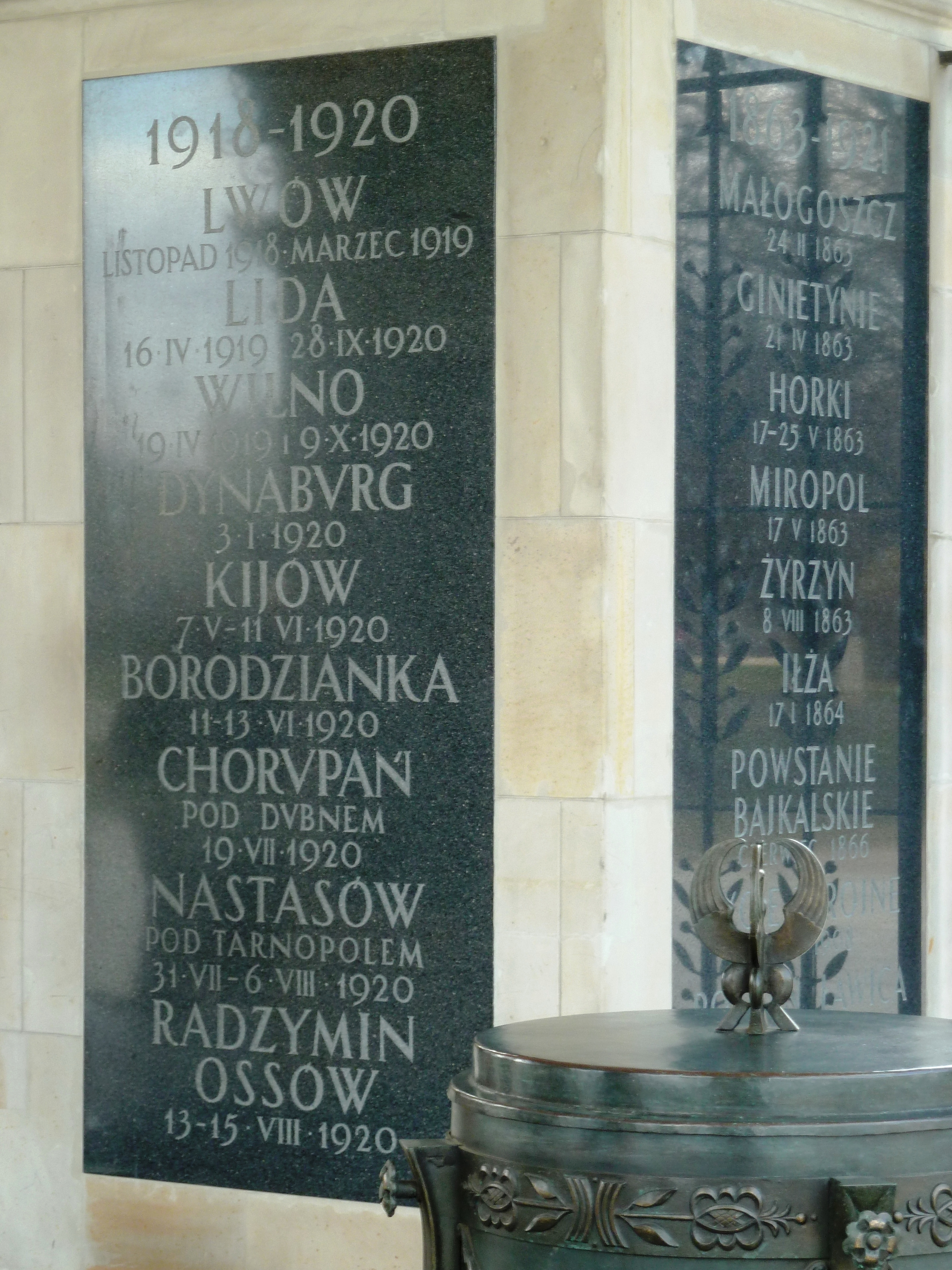
Grób Nieznanego Żołnierza w Warszawie. Upamiętnienie:
LIDA 16·IV·1919 28·IX·1920

## Bilans walk
Bitwa pod Lidą zakończyła się zwycięstwem 1 Dywizji Piechoty Legionów. Nie zdołano jednak zniszczyć sowieckiej 3 Armii. Opóźnienie marszu na Lidę spowodowało, że tylko część grupy uderzeniowej zdołała dotrzeć pod miasto przed wojskami Łazariewicza. 1 Dywizja Piechoty Legionów i 4 Brygada Jazdy nie była w stanie zamknąć tak rozległego terenu.
Bitwa o Lidę bardzo osłabiła jednak 3 Armię i nie była już ona w stanie stawić większego oporu nacierającym wojskom polskim. Jej klęska odsłoniła tyły sowieckich 15. i 16 Armii, zmuszając dowódcę Frontu Zachodniego Michiła Tuchaczewskiego do przyspieszenia odwrotu.
W bitwie o Lidę Polacy stracili 70 poległych, około 300 rannych i zaginionych. Do niewoli wzięto około 10000 jeńców, 40 dział, 67 ckm-ów, 2350 wozów taborowych ze sprzętem i zapasami, samochód i 2 motocykle.

Komunikaty prasowe Sztabu Generalnego z 27 i 29 września 1920 donosiły:

(27 września) Nasza kawaleria działająca na tyłach nieprzyjaciela, osiągnęła rejon na północ od Lidy.

(29 września) Na północnem skrzydle forsowna akcja naszych oddziałów doprowadziła do odzyskania Lidy. Nieprzyjaciel, będąc przez to pozbawiony najdogodniejszej drogi odwrotowej wycofuje się pośpiesznie w kierunku południowo-wschodnim.

Bohaterskie walki polskich wojsk pod Lidą w kwietniu 1919 roku i we wrześniu 1920 roku zostały upamiętnione na jednej z tablic Grobu Nieznanego Żołnierza w Warszawie napisem: LIDA 16·IV·1919 28·IX·1920